# Мор (река)
Мор или Маюракши (на английски: Mor River, Mayurakshi River) е река в Източна Индия, в щатите Джаркханд и Западна Бенгалия, десен приток на Хугли (десния голям ръкав от делтата на Ганг). Дължина 250 km. Река Мор води началото си на 252 m н.в., от възвишението Раджмахал, в щата Джаркханд. По цялото си протежение тече през източната част на Индо-Гангската равнина. Влива се отдясно в река Хугли – десния (западен) ръкав от делтата на Ганг, на 10 m н.в., североизточно от град Катва, в щата Западна Бенгалия. Основен приток Брахмани (ляв). Има ясно изразено лятно-есенно пълноводие, причиняващо понякога катастрофални наводнения. В средното ѝ течение е изграден големия хидровъзел „Камрабад“ – преградна стена, язовир, и система от напоителни канали с дължина над 1500 km..